# 沃布熱尼察
沃布熱尼察是波蘭的城鎮，位於該國西北部，距離維日斯克12公里，由大波蘭省負責管轄，面積3.25平方公里，海拔高度100米，主要經濟活動是農業，2006年人口3,172。
53°16′00″N 17°15′00″E / 53.26667°N 17.25000°E